# Rolf Schmiederer
Rolf Schmiederer (* 16. Oktober 1928 in Stuttgart; † 16. Februar 1979 in Bad Zwischenahn) war ein deutscher Sozialwissenschaftler und ordentlicher Professor für Didaktik der Sozialkunde (Politische Bildung) an der Universität Oldenburg.

## Biografie
Nach der Ausbildung zum staatlich geprüften Landwirt und einem landwirtschaftlichen Volontariat in Dänemark, wo er mit der dänischen Volkshochschulbewegung in Berührung kam, holte er am Propädeutikum an der Hochschule für Sozialwissenschaften in Wilhelmshaven-Rüstersiel die allgemeine Hochschulreife nach und schloss dort ein Studium der Sozialwissenschaften an (Abschluss: Diplomsozialwirt). Nach praktischer Arbeit in der Erwachsenenbildung und in der Schule (1962–1964) arbeitete er bis 1973 als Kustos am Institut für Politische Wissenschaften (Leitung Wolfgang Abendroth) an der Philipps-Universität Marburg. Er promovierte 1971 an der Georg-August-Universität Göttingen und besetzte ab 1973 die ordentliche Professur für Didaktik der Politischen Bildung an der Justus-Liebig-Universität Gießen. Von 1974 bis zu seinem Tod 1979 war er Professor für Didaktik der Sozialkunde an der Carl von Ossietzky-Universität Oldenburg. Seine Schwester war die Politikwissenschaftlerin Ursula Schmiederer.

## Konzeption „Schülerorientierter Unterricht“
In seiner Dissertation und in späteren Publikationen entwickelt er seine Konzeption eines schülerorientierten Unterrichts für die politische Bildung in der Schule und in der Erwachsenenbildung. Schülerorientierter Unterricht baut danach auf den Sozialerfahrungen der Schüler auf. Er verzichtet auf vorgegebene, genau definierte Lernziele zugunsten einer sozialwissenschaftlichen Analyse von Problemfeldern, die die Schüler direkt betreffen und die zum Teil von ihnen selbst eingebracht werden. Hierbei sind die Schüler so weit wie irgend möglich an allen Schritten des Lernprozesses zu beteiligen. Schmiederers Arbeiten trugen wesentlich zur Profilierung des didaktischen Prinzips der Schülerorientierung in der politischen Bildung bei.

## Werke (Auswahl)
- Zur Kritik der Politischen Bildung – ein Beitrag zur Soziologie und Didaktik des Politischen Unterrichts. Europäische Verlagsanstalt, Frankfurt a. M. 1971.
- Zwischen Affirmation und Reformismus, Politische Bildung in Westdeutschland seit 1945. Europäische Verlagsanstalt, Frankfurt a. M. 1972.
- Politische Bildung im Interesse der Schüler. Europäische Verlagsanstalt, Köln/Frankfurt 1977.
- mit Ingrid Schmiederer (Hrsg.): Modelle für den politischen und sozialwissenschaftlichen Unterricht. Europäische Verlagsanstalt,  Frankfurt a. M. 1970 ff.